# Toni Ortelli
Toni Ortelli, all'anagrafe Antonio Ortelli (Schio, 25 novembre 1904 – Torino, 3 marzo 2000), è stato un alpinista, direttore di coro e compositore italiano.

## Biografia
Nipote del pittore e illustratore Alfredo, dalla nativa Schio si trasferì per motivi di studio in Piemonte, dove fu collaudatore di auto e poi disegnatore tecnico alla Cogne prima di diventare uno dei grandi protagonisti dell'alpinismo torinese degli anni trenta e quaranta.
È famoso nel mondo alpinistico per avere scritto e donato al Coro della SOSAT di Trento il canto di ispirazione popolare La Montanara, composto nel luglio 1927, quando ancora frequentava l'Università di Torino, durante un'escursione al Pian della Mussa nel comune di Balme, e completato in serata, al rientro, con gli amici trentini nel locale torinese di via Mazzini la "Tampa artistica".
 «Lontano, verso l'Alpe della Ciamarella, un canto giovanile si alza nell'azzurro, forse un pastorello, confuso con il suo gregge, attende che il sole cammini verso Bessans, dietro i Denti del Collerin, per tornarsene a valle. "Lassù tra le montagne fra boschi e valli d'or..." cantavo senz'avvedermene», così descrisse l'episodio lo stesso Ortelli.
In seguito la canzone è stata armonizzata per coro a quattro voci da Luigi Pigarelli ed è stata tradotta in 148 lingue. L'immediato successo e notorietà del brano gli valse l'appellativo di "Goffredo Mameli della montagna" e, sessant'anni dopo, la cittadinanza onoraria del comune di Balme; ma il commento forse più appropriato fu quello rilasciato dalla vedova Maria Assunta Cravero nel 2002, per i 75 anni della Montanara: «Finché canteranno questa canzone, lui non morirà mai». Toni aveva sposato Maria nel 1935, donna di grande intelligenza e cultura che condivise la sua vita avventurosa e ne difese, dopo la morte, la figura e l'opera. Gli sopravvisse infatti undici anni: è morta nel 2011, a 103 anni, lucidissima fino a pochi mesi prima del decesso e con una memoria formidabile.
Ortelli rimase sempre legato sentimentalmente alla città vicentina in cui era nato, che lo ricambiò concedendogli vari premi e onorificenze, come una medaglia d'oro nel 1960, l'intitolazione a La Montanara della rassegna corale annuale scledense (Ortelli ne fu ospite d'onore alla prima edizione del 1986 e alla sua memoria è stata dedicata la 24ª edizione nel 2010), la cittadinanza onoraria conferitagli nel 1999, qualche mese prima della sua scomparsa (era stato colpito da un ictus nel 1987) e, nel 2012, l'intitolazione al suo nome di una via cittadina.